# Zethes insularis
Zethes insularis är en fjärilsart som beskrevs av Jules Pièrre Rambur 1833. Zethes insularis ingår i släktet Zethes och familjen nattflyn. Inga underarter finns listade i Catalogue of Life.